# Irène Ismaïloff
Irène Ismaïloff  est une actrice française.

## Filmographie partielle

### Cinéma
- 2000 : Le Battement d'ailes du papillon de Laurent Firode : Stéphanie
- 2002 : La Vie promise d'Olivier Dahan
- 2003 : Une affaire qui roule d'Eric Veniard
- 2005 : Quartier VIP de Laurent Firode
- 2006 : Comment lui dire de Laurent Firode
- 2012 : Par amour de Laurent Firode
- 2012 : Télé gaucho de Michel Leclerc
- 2014 : Bon Rétablissement ! de Jean Becker
- 2021 : Flashback de Caroline Vigneaux
- 2023 : Le Consentement de Vanessa Filho

### Télévision
- 2004 : Moitié-moitié de Laurent Firode (téléfilm)
- 2005 : La Pomme de Newton de Laurent Firode (téléfilm)
- 2011 : Scènes de ménages de Laurent Firode (série télévisée)
- 2011 : Midi et Soir de Laurent Firode : Mado (téléfilm)